# Magnesiocarfolita
La magnesiocarfolita és un mineral de la classe dels silicats, que pertany al grup de la carfolita. Rep el nom per la seva relació amb la carfolita.

## Característiques
La magnesiocarfolita és un silicat de fórmula química (Mg,Fe2+)Al₂(Si₂O₆)(OH)₄. Cristal·litza en el sistema ortoròmbic. La seva duresa a l'escala de Mohs es troba entre 5 i 5,5.
Segons la classificació de Nickel-Strunz, la magnesiocarfolita pertany a «09.DB - Inosilicats amb 2 cadenes senzilles periòdiques, Si₂O₆; minerals relacionats amb el piroxens» juntament amb els següents minerals: balifolita, carfolita, ferrocarfolita, potassiccarfolita, vanadiocarfolita, lorenzenita, lintisita, punkaruaivita, eliseevita, kukisvumita, manganokukisvumita, vinogradovita, paravinogradovita, nchwaningita, plancheïta, shattuckita, aerinita i capranicaïta.

## Formació i jaciments
Va ser descoberta a la localitat de Vanoise, al departament de Savoia (Alvèrnia-Roine-Alps, França). També ha estat descrita a Alemanya, Grècia, Espanya, Itàlia, Suïssa, Austràlia i els Estats Units.